# Eunebristis
Eunebristis is een geslacht van vlinders van de familie tastermotten (Gelechiidae).

## Soorten
- E. cinclidias Meyrick, 1918
- E. gyralea (Meyrick, 1922)
- E. oncotera (Walsingham, 1911)
- E. zachroa (Meyrick, 1914)
- E. zingarella (Walsingham, 1897)